# Andrusjivka astronomiske observatorium
Andrusjivka astronomiske observatorium (ukrainsk: Андрушівська астрономічна обсерваторія, tr. Andrusjivka astronomitjna observatorija) er et privat astronomisk observatorium i den sydlige udkant af byen Andrusjivka, Zjytomyr oblast, Ukraine, cirka 116 km vsv for Kyiv. Det blev grundlagt i 2001 af den ukrainske astronom Jurij Ivasjtjenko, der i øvrigt er født samme dag som Jurij Gagarin blev det første menneske i rummet (12. april 1961), hvorfor hans forældre valgte at give ham det samme navn.
Observatoriet har IAU-observatoriekoden A50.

## Kendte opdagelser
Pr. september 2012, er mere end 89 asteroider blevet opdaget fra Andrusjivka observatoriet. Heraf har tre fået tildelt officielle navne:
- (133293) Andrushivka – opdaget den 18. september 2003, er en hovedbælteasteroide, der senere blev opkaldt efter byen (bemærk bynavnet er i engelsk translitteration).
- (175636) Zvyagel – asteroiden blev opdaget den 17. oktober 2007. Den ukrainske digter Lesia Ukrajnkas fødeby Zvjahel, havde 750 års fødselsdag, og i den anledning valgte man at opkalde asteroiden efter byens historiske navn Zvyahel.[4]
- (274301) Wikipedia – Opdaget den 25. august 2008. På forslag fra et bestyrelsesmedlem af ukrainsk Wikipedia blev asteroiden opkaldt efter onlineencyklopædien Wikipedia.